# محمد عمران (لاعب كرة قدم)
محمد عمران (15 نوفمبر 1986 في باكستان) هو لاعب كرة قدم باكستاني في مركز الظهير. شارك مع منتخب باكستان لكرة القدم. أما مع النوادي، فقد لعب مع Pakistan Army F.C. ‏.

## وصلات خارجية
- محمد عمران على موقع قاعدة بيانات كرة القدم.إي يو (الإنجليزية)
- محمد عمران على موقع ناشيونال فوتبول تيمز (الإنجليزية)
- محمد عمران على موقع GSA (الإنجليزية)